# Frederick J. Becton
Frederick Julian Becton (* 15. Mai 1908 in Arkansas; † 25. Dezember 1995 in Wynnewood (Pennsylvania)) war ein Konteradmiral der United States Navy. Er wurde bekannt für sein Kommando über den Zerstörer USS Laffey, der während der Schlacht um Okinawa in einen schweren Kamikazeangriff geriet.

## Leben
Becton absolvierte die United States Naval Academy, die er 1931 abschloss. 1934 wurde er zum Lieutenant (junior grade) befördert, am 1. Juli 1939 zum Lieutenant. In den ersten Jahren seiner Marinelaufbahn diente Becton auf den Schlachtschiffen Texas und Arkansas. Er wurde am 15. Juni 1942 zum Lieutenant Commander und am 1. November 1942 zum Commander befördert und erhielt sein erstes Kommando am 18. Februar 1943, er wurde zum Kommandanten des Zerstörers Aaron Ward ernannt. Die Aaron Ward wurde am 7. April 1943 vor Guadalcanal von japanischen Flugzeugen versenkt. Becton überlebte, 27 Besatzungsmitglieder des Zerstörers wurden aber getötet. Nach dem Untergang der Aaron Ward wurde er als Operationsoffizier auf die Nicholas versetzt und nahm an der Seeschlacht im Kula-Golf teil, wofür er vom Befehlshaber der Südpazifikflotte den Silver Star erhielt. Am 8. Februar 1944 erhielt Becton das Kommando über die Laffey, einen frisch in Dienst gestellten Zerstörer der Allen-M.-Sumner-Klasse.
Während der Schlacht um Okinawa geriet Becton mit seinem Zerstörer, der sich als Radarvorposten nördlich von Okinawa befand, in einen mehrstündigen Angriff von insgesamt 22 Kamikazeflugzeugen, von denen sechs das Schiff trafen und schwer beschädigten. Trotz der Schäden und der schweren Verluste unter der Mannschaft weigerte sich Becton, den Zerstörer aufzugeben: “No, Frank, I’ll never abandon ship as long as a gun will fire.” (deutsch: „Nein Frank (gemeint ist der Offizier Frank Mason), ich werde das Schiff niemals aufgeben so lange noch ein einziges Geschütz feuert“)
Nach dem überstandenen Angriff musste die Laffey nach Seattle geschleppt werden, Becton erhielt für seine Standhaftigkeit das Navy Cross. Von September 1948 bis April 1949 war Becton Executive Officer des Kreuzers Manchester, anschließend erhielt er das Kommando über die Destroyer Division 202 mit der Allen M. Sumner als Flaggschiff. 1951 wurde er zum Captain befördert, im Dezember 1956 erhielt er das Kommando über das Schlachtschiff Iowa, das er bis zur Außerdienststellung des Schiffs am 24. Februar 1958 innehatte. Im September 1959 erhielt Becton das Kommando über die Cruiser Division Five, im Dezember wurde er zum Konteradmiral befördert, bis zum Ausscheiden aus dem aktiven Dienst 1966 verblieb Becton in verschiedenen Verwaltungsbehörden und Stützpunkten der Marine.
Frederick Julian Becton starb 1995 in seinem Haus in Wynnewood, Pennsylvania, er ist auf dem Nationalfriedhof Arlington begraben.

## Werke
- The Ship That Would Not Die. Prentice-Hall, Englewood Cliffs NJ 1980, ISBN 0-13-808998-1.